# Intracoastal Waterway

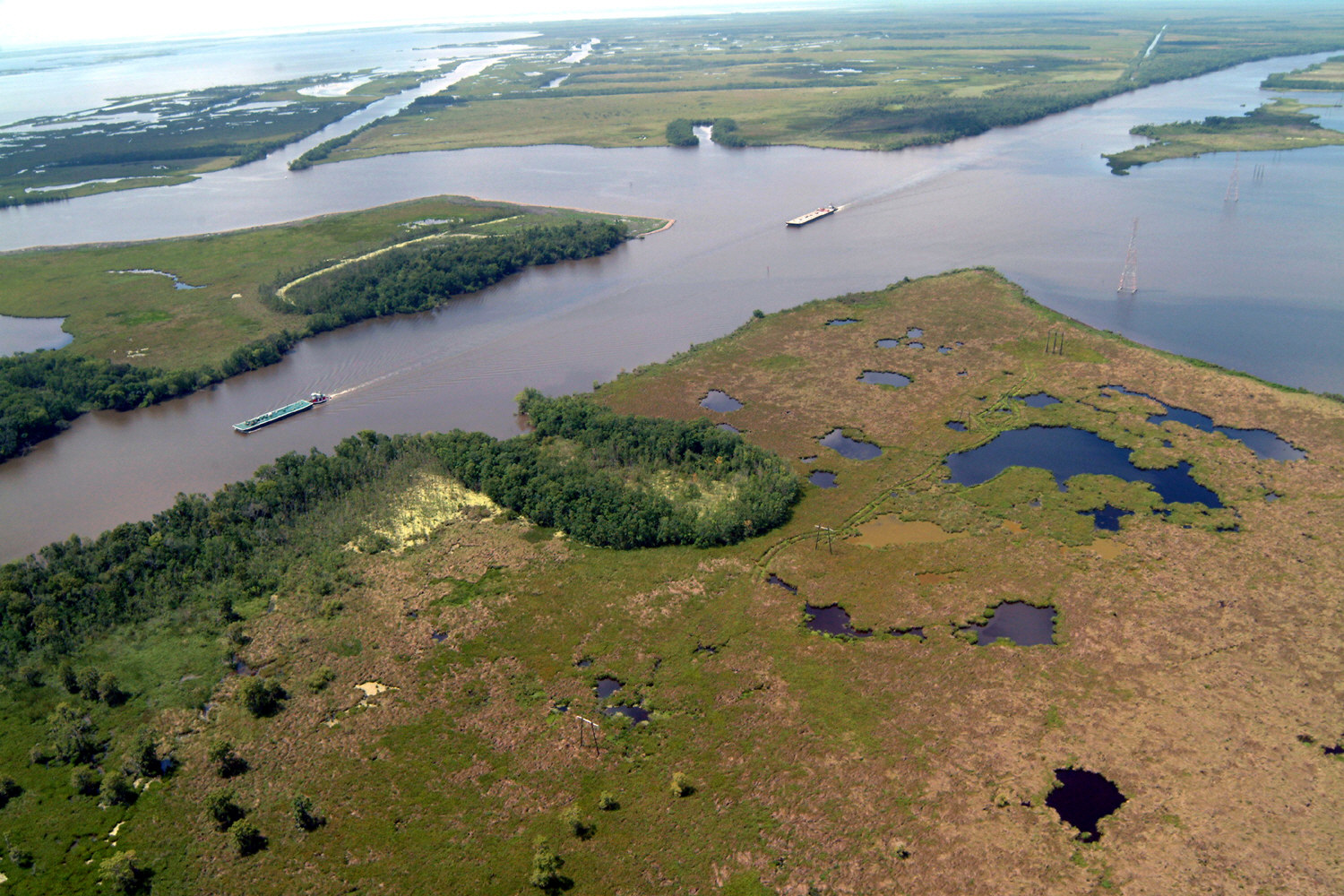
Xà lan hàng hóa di chuyển trên một đoạn Thủy lộ duyên hải nội thủy ở Louisiana

Intracoastal Waterway tức "Thủy lộ duyên hải nội thủy" là hệ thống kênh rạch nhân tạo và đầm phá thiên nhiên dọc bờ biển miền Đông Hoa Kỳ trải dài từ Boston, Massachusetts xuống bờ biển Texas tới tận biên giới México. Thủy lộ 4.800 km (3.000 dặm) này được tàu bè dùng để vận chuyển dọc bờ biển song tránh được hiểm nguy sóng gió nếu phải ra biển rộng.
Hệ thống thủy lộ duyên hải nội thủy được Quốc hội Hoa Kỳ chính thức thông qua vào năm 1919 và giao cho đoàn Công binh Lục quân Hoa Kỳ đảm nhiệm duy trì nạo vét khai thông.
Hệ thống này gồm hai đoạn thủy lộ nhân tạo dài mang tên Thủy lộ duyên hải nội thủy Đại Tây Dương (tiếng Anh: Atlantic Intracoastal Waterway, viết tắt là AIWW) dài khoảng 1.200 dặm và Thủy lộ duyên hải nội thủy Vịnh Mexico (Gulf Intracoastal Waterway, GIWW) dài 1.100 dặm từ St. Marks, Florida, đến Brownsville, Texas. Số liệu của tiểu bang Texas cho biết hơn 90% hàng hóa vận trên thủy lộ vịnh Mexico là dầu lửa và các phó sản chế biến.